# Robert Bahl
Pour les articles homonymes, voir Bahl.
Robert Bahl est un footballeur français né le 21 août 1928 à Strasbourg et mort le 29 octobre 2013 à Besançon.

## Carrière
Formé au RC Strasbourg, il y dispute son premier match en Division 1 en décembre 1949 à 21 ans. Par la suite, il joue 86 autres rencontres de D1 avec le CO Roubaix-Tourcoing puis l'AS Monaco. 
Durant sa carrière il joue aussi en Division 2 pour les clubs de l'AS Béziers, l'Angers SCO et RCFC Besançon.